# Koupyn
Koupyn (en ukrainien : Купин ; en russe : Купин, Koupine) est un village de l'oblast de Khmelnytskyï, en Ukraine.  Sa population s'élève à 763 habitants.

## Géographie
Koupyn est situé à 7 km au sud de la ville d'Horodok.

## Histoire
La communauté juive s'installe dans le village au XVIIIe siècle. En 1897, 1 351 Juifs y vivent. En 1905, les Cosaques font un pogrom, pillent et tuent plusieurs membres de la communauté juive locale. Le 6 mars 1919, lors de la guerre civile russe, un nouveau pogrom frappe les juifs.
En 1926, ils représentent 37 % de la population totale de la ville. L'armée allemande occupe la zone en juillet 1941. En septembre 1942, une unité des Einsatzgruppen composée de policiers ukrainiens assassine 300 juifs lors d'une exécution de masse perpétrée en périphérie de la ville.
L'Armée rouge chasse les Allemands en mars 1944.

## Personnalité
- Philip Rahv